# Seelbach bei Hamm (Sieg)
Seelbach bei Hamm település Németországban, Rajna-vidék-Pfalz tartományban. Lakosainak száma 134 fő (2023. december 31.).

## Népesség
A település népességének változása:
| Lakosok száma | 123  | 137  | 133  | 136  | 136  | 134  |
|               | 1975 | 2017 | 2019 | 2021 | 2022 | 2023 |